# Dòng Trợ thế Thánh Gioan Thiên Chúa
Dòng Trợ thế Thánh Gioan Thiên Chúa (tiếng Latin: Ordo Hospitalarius Sancti Ioannis de Deo) là một dòng tu Giáo hoàng, trực thuộc Tòa Thánh, ngay từ đầu đã được Giáo hội Công giáo Rome cho phép một số tu sĩ lãnh tác vụ linh mục để thi hành công tác mục vụ trong cộng đoàn và ban các bí tích cho bệnh nhân. Dòng được Giáo hoàng Piô V chính thức thành lập ngày 1 tháng 1 năm 1572, qua Sắc chỉ Licet ex debito .

## Hình thành
Tháng 12 năm 1539, một tín đồ Công giáo người Bồ Đào Nha là João Cidade Duarte đã mua một căn nhà tại phố Lucena (Tây Ban Nha để làm nơi trú thân cho những người nghèo khổ, bệnh tật không nơi trú ngụ. Hằng ngày ngoài việc tắm rửa, băng bó những vết thương lở loét cho bệnh nhân… João còn đi xin của bố thí để nuôi họ. Thấy công việc bác ái tốt lành của Gioan nên Giám mục Ramirez là Giám mục thành Tuy đã đặt tên cho Gioan Cidade là Gioan Thiên Chúa, và Ngài ban cho Gioan một chiếc áo giống như áo nhà tu, để Gioan không thể cởi đổi áo lành lấy áo rách của những người nghèo như đã thường làm trước đây .